# Erich Schneider (Offizier)
Erich Schneider (* 12. August 1894 in Biedenkopf; † 3. August 1980 in Wiesbaden) war ein deutscher Generalleutnant im Zweiten Weltkrieg und Ingenieur.

## Leben
Erich Schneider trat kurz nach dem Beginn des Ersten Weltkriegs am 7. August 1914 als Fahnenjunker in Hohenzollernsche Fußartillerie-Regiment Nr. 13 der Preußischen Armee ein und avancierte am 14. Juli 1915 mit Patent vom 10. Dezember 1913 zum Leutnant.
Nach Ende des Krieges wurde er in die Reichswehr übernommen und wirkte im 5. Artillerie-Regiment. Während dieser Zeit studierte er Physik an der Technischen Hochschule in Stuttgart und graduierte am 20. März 1928 zum Diplom-Ingenieur. Ab 1935 war er Erster Generalstabsoffizier (Ia) beim Chef des Heereswaffenamtes.
In der Wehrmacht wurde er am 1. August 1938 zum Oberstleutnant. Ab 15. August 1938 war er Chef der Waffenprüfabteilung 1 (Ballistik, Munition, Raketen) im Heereswaffenamt und blieb dies auch bis über den Beginn des Zweiten Weltkriegs hinaus. Am 1. Januar 1940 wurde er Oberst. Ab dem 20. Juni 1940 führte er das Panzer-Artillerie-Regiment 103 bei der 4. Panzer-Division. Vom 12. März 1942 bis 24. November 1942 war er wieder als Chef der Waffenprüfabteilung 1 (Artillerie) im Heereswaffenamt und war anschließend, ab 1. Januar 1943 Generalmajor, bis 31. Mai 1943 Kommandeur der 4. Panzer-Division. Für die Führung der 4. Panzer-Division erhielt er am 5. Mai 1943 das Ritterkreuz des Eisernen Kreuzes. Als Chef der Amtsgruppe Entwicklung von Waffen, Munition und Gerät kam er wieder an das Heereswaffenamt. Am 1. Juli 1943 wurde er zum Generalleutnant befördert. Er war eigentlich für den zweiten Reichsforschungsrat vorgesehen, war dann aber vom 28. Dezember 1944 bis 20. März 1945 Kommandeur der 14. Infanterie-Division. Die Division kämpfte, der 4. Armee unterstellt, kurz vor Kriegsende unter seinem Kommando in der Ostpreußischen Operation und der Kesselschlacht von Heiligenbeil. Dafür wurde ihm am 6. März 1945 das Eichenlaub zum Ritterkreuz des Eisernen Kreuzes (768: Verleihung) verliehen. Nach seiner Abkommandierung Ende März 1945 erhielt er bis Kriegsende kein weiteres Kommando.
Nach dem Krieg wohnte er in Bensheim-Auerbach und setzte sich in der Folge, mit Kontakt zum Amt Blank, für die Wehrtechnik ein. 1956 war er Gründungsmitglied des Arbeitskreises für Wehrforschung und ein Jahr später Initiator der Arbeitsgemeinschaft für Wehrtechnik (AWT). Als 1967 aus der AWT die Deutschen Gesellschaft für Wehrtechnik wurde, wurde Schneider Vorsitzender und blieb dies bis 1970. Er wurde u. a. Ehrenvorsitzender der Deutschen Gesellschaft für Wehrtechnik und war Herausgeber der Zeitschrift Wehrtechnik. Am 12. November 1971 wurde er für sein Engagement in Bezug auf die Wehrtechnik mit dem Großen Verdienstkreuz ausgezeichnet.